# Pia Jurhar
Pia Jurhar (ur. 19 września 1995 w Wiedniu) – austriacka koszykarka, występująca na pozycjach silnej skrzydłowej lub środkowej, reprezentantka kraju, od 2025 zawodniczka Raiffeisen Duchess Klosterneuburg.

## Osiągnięcia
Stan na 7 maja 2025, na podstawie, o ile nie zaznaczono inaczej.

### NCAA
- Mistrzyni turnieju konferencji Big Sky (2019)
- Zaliczona do składu Academic All-Big Sky (2016–2019)

### Drużynowe
- Mistrzyni Austrii (2011–2013, 2022, 2025)[3][4][5][6]
- Wicemistrzyni:
  - Austrii (2014)
  - Szwajcarii (2021)
- Zdobywczyni pucharu:
  - Austrii (2011–2013, 2022, 2025)[3][4][5][6]
  - Szwajcarii (2020)[7]
- Finalistka:
  - Pucharu Austrii (2014)
  - Superpucharu Szwajcarii (2019, 2020)[7][8]
- Uczestniczka rozgrywek Eurocup (2011/2012, 2020/2021)

### Indywidualne
(* – nagrody przyznane przez portal eurobasket.com)
- MVP*:
  - sezonu ligi austriackiej (2022)[5]
  - finałów ligi austriackiej (2022)[5]
- Najlepsza zawodniczka krajowa finałów ligi austriackiej (2022)[5]
- Zaliczona do*:
  - I składu ligi austriackiej (2022)[5]
  - składu honorable mention II ligi włoskiej A2 (2023)[9]
- Liderka w zbiórkach ligi austriackiej (2022 – 14,8)[5]

### Reprezentacja
Seniorska
- Mistrzyni Europy małych krajów (2014)
- Uczestniczka kwalifikacji do mistrzostw Europy (2023)

Młodzieżowe
- Uczestniczka mistrzostw Europy dywizji B:
  - U–20 (2015)
  - U–18 (2012, 2013)